# Liste der Biografien/Benz
Liste der Biografien |
Portal Biografien |
Personensuche
# |
A |
B |
C |
D |
E |
F |
G |
H |
I |
J |
K |
L |
M |
N |
O |
P |
Q |
R |
S |
T |
U |
V |
W |
X |
Y |
Z |
?
 
Ba |
Be |
Bd |
Bg |
Bh |
Bi |
Bj |
Bl |
Bm |
Bn |
Bo |
Br |
Bs |
Bu |
Bw |
By |
Bz
 
Bea–Beb |
Bec |
Bed |
Bee |
Bef |
Beg |
Beh |
Bei |
Bej |
Bek |
Bel |
Bem |
Ben |
Beo |
Bep |
Beq |
Ber |
Bes |
Bet |
Beu |
Bev |
Bew |
Bex |
Bey |
Bez
 
Bena |
Benb |
Benc |
Bend |
Bene |
Benf |
Beng |
Benh |
Beni |
Benj |
Benk |
Benl |
Benm |
Benn |
Beno |
Benq |
Benr |
Bens |
Bent |
Benu |
Benv |
Benw |
Beny |
Benz
Die Liste der Biografien führt alle Personen auf, die in der deutschsprachigen Wikipedia einen Artikel haben. Dieses ist eine Teilliste mit 165 Einträgen von Personen, deren Namen mit den Buchstaben „Benz“ beginnt.

## Benz
- Benz, Albert (* 1877), deutscher Architekt
- Benz, Albert (1927–1988), Schweizer Komponist und Dirigent
- Benz, Alexander (* 1995), deutscher Volleyballspieler
- Benz, Alexander Otto (1880–1980), US-amerikanischer Versicherungsmanager und Politiker der Wisconsin Progressive Party
- Benz, Andreas (1942–2017), Schweizer Mediziner, Psychoanalytiker, Psychiater und Autor deutscher Abstammung
- Benz, Andreas (* 1958), deutscher Badmintonspieler und Badmintontrainer
- Benz, Andrew (* 1994), US-amerikanischer Volleyballspieler
- Benz, Anna Maria (1694–1738), Kunstmalerin des württembergischen Barock
- Benz, Armin (* 1972), deutscher Schauspieler und nebenberuflicher Fotograf
- Benz, Arnold (* 1945), Schweizer Astrophysiker
- Benz, Arthur (* 1954), deutscher Politikwissenschaftler und Hochschullehrer
- Benz, Bertha (1849–1944), deutsche Automobilpionierin, Ehefrau von Carl Benz
- Benz, Carl (1844–1929), deutscher Ingenieur und AutomobilpionierCarl Benz (1844–1929)

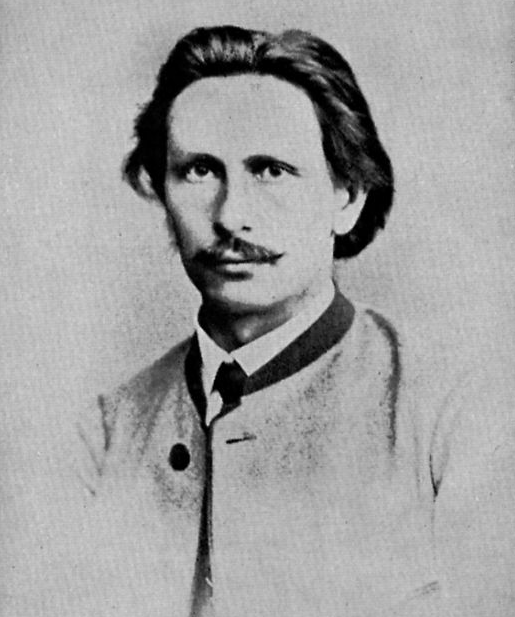
Carl Benz (1844–1929)

- Benz, Carlo (* 1957), deutscher Schauspieler, Sprecher, Moderator und Regisseur
- Benz, Daniel (* 1987), deutscher Badmintonspieler
- Benz, Emilie (1863–1928), Schweizer Pädagogin
- Benz, Eric (* 1980), deutscher Schauspieler und Sänger
- Benz, Erich (1915–2000), deutscher Fußballspieler
- Benz, Ernst (1907–1978), deutscher evangelischer Theologe und Kirchenhistoriker
- Benz, Eugen (1873–1958), deutscher Industrieller, Funktionär und Automobilrennfahrer
- Benz, Franz (* 1962), deutscher Fußballspieler
- Benz, Franz Michael (1809–1882), bayerischer Kaufmann
- Benz, Franziska (* 1988), deutsche Schauspielerin
- Benz, Georg (1921–2006), deutscher Gewerkschafter, Geschäftsführendes Vorstandsmitglied der IG Metall (1964–1983)
- Benz, Georg (1926–2021), Schweizer Entomologe
- Benz, Gerold (1921–1987), deutscher Journalist und Politiker (CDU), MdB
- Benz, Gottfried (1894–1972), deutscher SA-Mann und NS-Bürokrat
- Benz, Günther (* 1957), deutscher Beamter, Rechnungshofpräsident
- Benz, Gustav (1866–1937), Schweizer Pfarrer, Prediger und Seelsorger
- Benz, Hanno (* 1972), deutscher Kommunalpolitiker der SPD
- Benz, Hans (1921–1984), deutscher Heimatforscher
- Benz, Harald (* 1972), liechtensteinischer Fußballspieler
- Benz, Heribert († 1997), deutscher Rechtswissenschaftler, insbesondere Lebensmittelrechtler
- Benz, Ilona (* 1990), deutsche Staatswissenschaftlerin
- Benz, Immanuel (* 1986), deutscher Politikwissenschaftler und Jugendverbandsfunktionär, Bundesvorsitzender der Sozialistischen Jugend Deutschlands – Die Falken
- Benz, Isabella (* 1990), deutsche Schriftstellerin
- Benz, Johann Baptist (1807–1880), deutscher Kirchenmusikkomponist
- Benz, Jörg (1936–2017), Schweizer Handballspieler
- Benz, Josef (1944–2021), Schweizer Bobsportler, Olympiasieger und Rennrodelfunktionär
- Benz, Julie (* 1972), US-amerikanische SchauspielerinJulie Benz (* 1972)

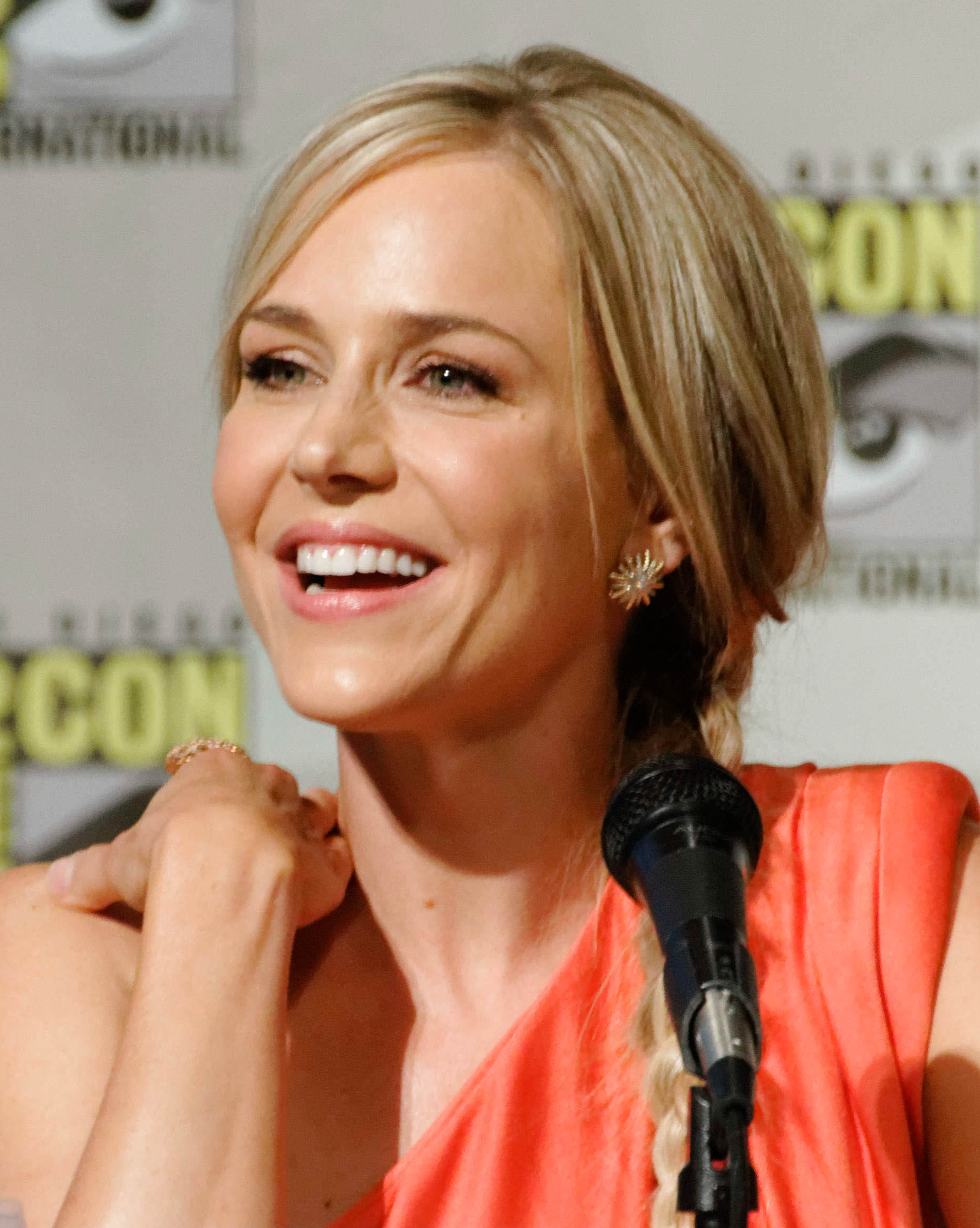
Julie Benz (* 1972)

- Benz, Julius von (1831–1907), deutscher Politiker
- Benz, Karl (1897–1967), deutscher Landrat
- Benz, Karl Josef (1927–2016), deutscher römisch-katholischer Kirchenhistoriker und Liturgiewissenschaftler
- Benz, Klaus-Werner (* 1938), deutscher Kristallograph
- Benz, Kurt (1889–1983), deutscher Bürgermeister und Landrat
- Benz, Laura (* 1992), Schweizer Eishockeyspielerin
- Benz, Leo (1927–2017), deutscher Politiker (CSU)
- Benz, Lore (* 1962), deutsche Altphilologin und Hochschullehrerin
- Benz, Ludwig Wilhelm (1611–1683), deutscher Bischof und Weihbischof in Eichstätt
- Benz, Margot (* 1963), Schweizer Politikerin (Grüne)
- Benz, Markus (* 1955), deutscher Politiker (Die Violetten)
- Benz, Maximilian (* 1983), deutscher Germanist, Literaturwissenschaftler und Hochschullehrer
- Benz, Nikki (* 1981), kanadische Pornodarstellerin ukrainischer AbstammungNikki Benz (* 1981)

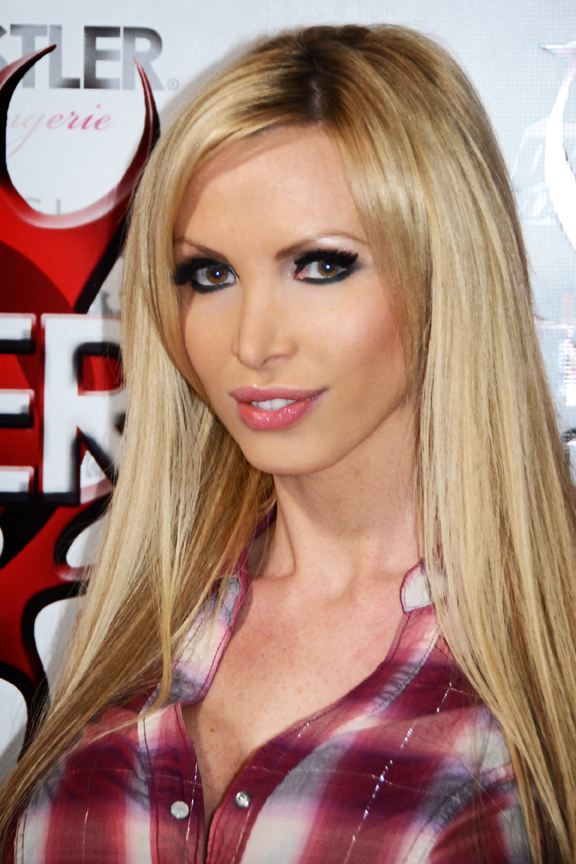
Nikki Benz (* 1981)

- Benz, Noemi (* 2004), Schweizer Fußballspielerin
- Benz, Obie (* 1949), US-amerikanischer Dokumentarfilmer
- Benz, Ottomar (1880–1960), Politiker und Bankier
- Benz, Papa (1863–1928), deutscher Opernsänger (Tenor), Gastwirt, Kabarettdirektor und Bohèmevater
- Benz, Peter (* 1942), deutscher Politiker (SPD), MdL
- Benz, Peter (* 1971), deutscher Architekt und Hochschullehrer
- Benz, Philipp (1912–2011), deutscher Politiker (KPD), Gewerkschafter, Verbandsfunktionär und Widerstandskämpfer gegen den Nationalsozialismus
- Benz, Richard (1874–1955), deutscher Industrieller und Automobilrennfahrer
- Benz, Richard (1884–1966), deutscher Germanist, Kulturhistoriker und Schriftsteller
- Benz, Robert (* 1954), deutscher Pianist und Musikpädagoge
- Benz, Robert von (1780–1849), bayerisch-österreichischer Jurist, Beamter, Landmann und Gouverneursverweser von Tirol
- Benz, Robin (* 1995), deutscher Fußballspieler
- Benz, Roland (* 1940), deutscher Fußballspieler
- Benz, Roland (* 1943), deutscher Biophysiker
- Benz, Rolf (1933–2025), deutscher Unternehmer
- Benz, Rudolf (1810–1872), Schweizer Jurist und Staatsbeamter
- Benz, Sandrine (* 1984), Schweizer Triathletin
- Benz, Sara (* 1992), Schweizer Eishockeyspielerin
- Benz, Severin (1834–1898), Schweizer Kirchen- und Porträtmaler, tätig in München
- Benz, Stefan (* 1964), deutscher Chirurg und OnkologeStefan Benz (* 1964)

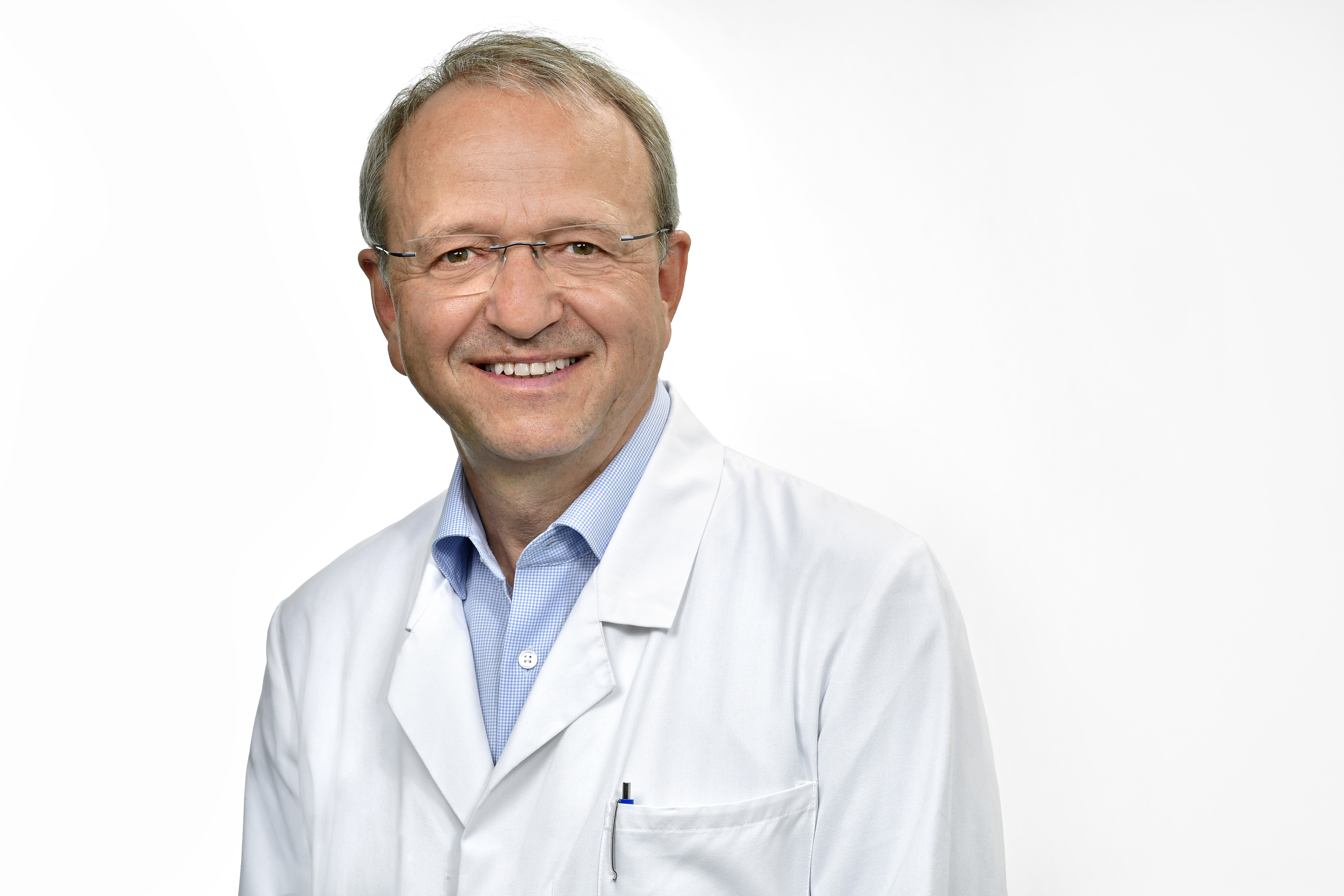
Stefan Benz (* 1964)

- Benz, Stefan (* 1966), deutscher Journalist und Autor
- Benz, Walter (1931–2017), deutscher Mathematiker
- Benz, Werner (1935–2019), deutscher Diakon, Kirchenmusikdirektor und Landesposaunenwart
- Benz, Wigbert (* 1954), deutscher Geschichtslehrer und Historiker
- Benz, Wilhelm (1868–1954), württembergischer Schreiner und Politiker (SPD)
- Benz, Wolfgang (* 1941), deutscher HistorikerWolfgang Benz (* 1941)

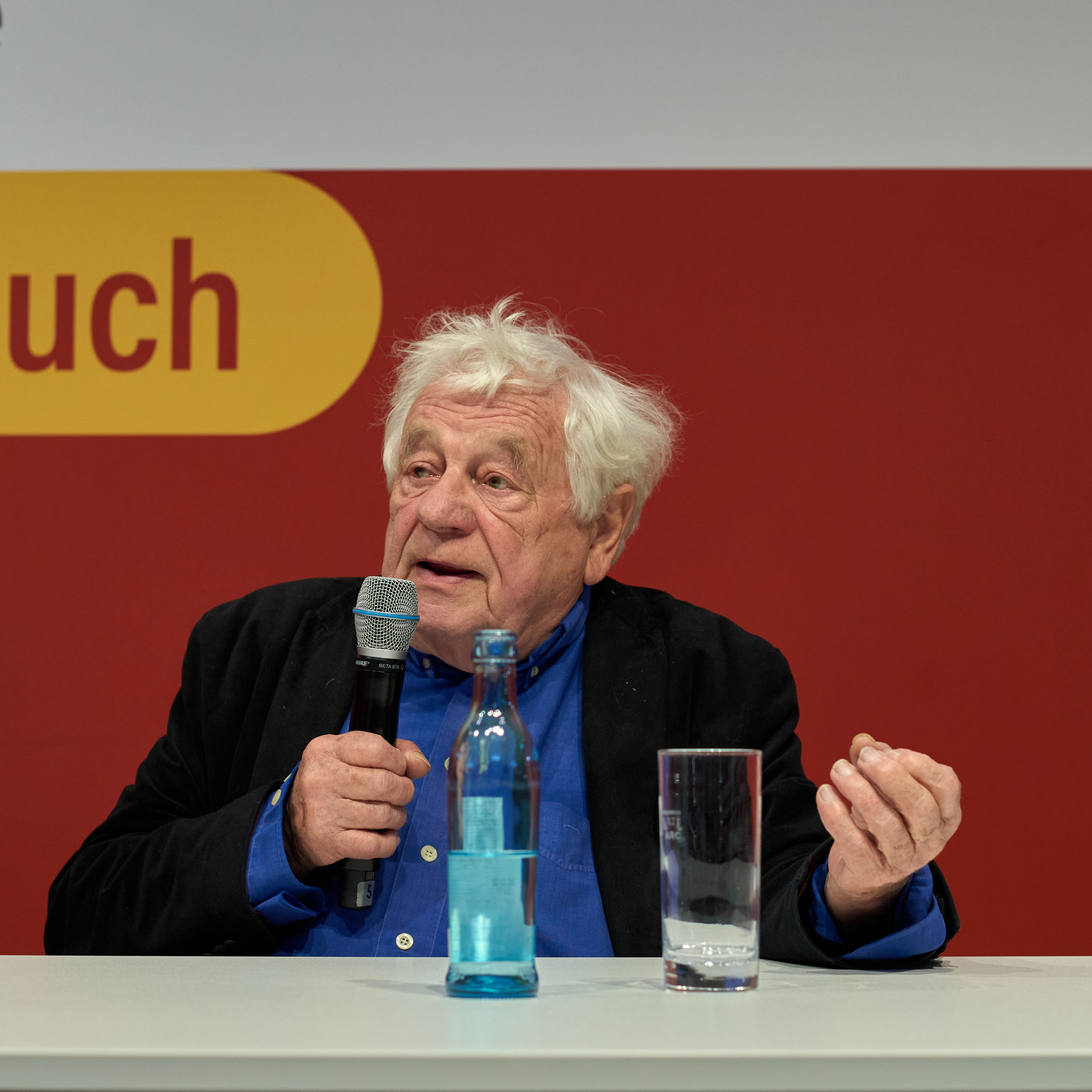
Wolfgang Benz (* 1941)

- Benz-Baenitz, Willy (1881–1957), deutscher Kunstmaler
- Benz-Burger, Lydia (1919–2008), Schweizer Politikerin, Redaktorin und Feministin
- Benz-Rababah, Eva (* 1958), deutsche Landschaftsarchitektin und Autorin

### Benza
- Benza, Scott, Filmtechniker
- Benzakour, Mohammed (* 1972), niederländisch-marokkanischer Journalist und Schriftsteller
- Benzali, Daniel (* 1950), US-amerikanischer Schauspieler
- Benzar, Romario (* 1992), rumänischer Fußballspieler
- Benzarti, Faouzi (* 1950), tunesischer Fußballtrainer

### Benze
- Benze, Otto (1857–1945), deutscher Hochstapler und der Erbauer von Schloss Benzenhofen in Berg
- Benze, Rudolf (1888–1966), deutscher NS-Funktionär, Pädagoge und Ministerialbeamter
- Benzecry, Esteban (* 1970), argentinisch-portugiesischer Komponist
- Benzekri, Eric (* 1973), französischer Drehbuchautor
- Benzel, Ulrich (1925–1999), deutscher Märchensammler
- Benzel, Wolfgang (* 1967), deutscher Unternehmer, Steuerberater, Wirtschaftswissenschaftler, Autor und Reserveoffizier (Oberst der Reserve) der deutschen Bundeswehr
- Benzel-Sternau, Carl von (1774–1832), kurpfälzischer und badischer Beamter
- Benzelius, Erik der Ältere (1632–1709), schwedischer lutherischer Theologe und Erzbischof von Uppsala
- Benzelius, Erik der Jüngere (1675–1743), schwedischer lutherischer Theologe und Erzbischof von Uppsala
- Benzelius, Henrik (1689–1758), schwedischer lutherischer Theologe und Erzbischof von Uppsala
- Benzelius, Jakob (1683–1747), schwedischer lutherischer Theologe und Erzbischof von Uppsala
- Benzelstierna, Mattias (1713–1791), schwedischer Beamter
- Benzema, Karim (* 1987), französischer FußballspielerKarim Benzema (* 1987)

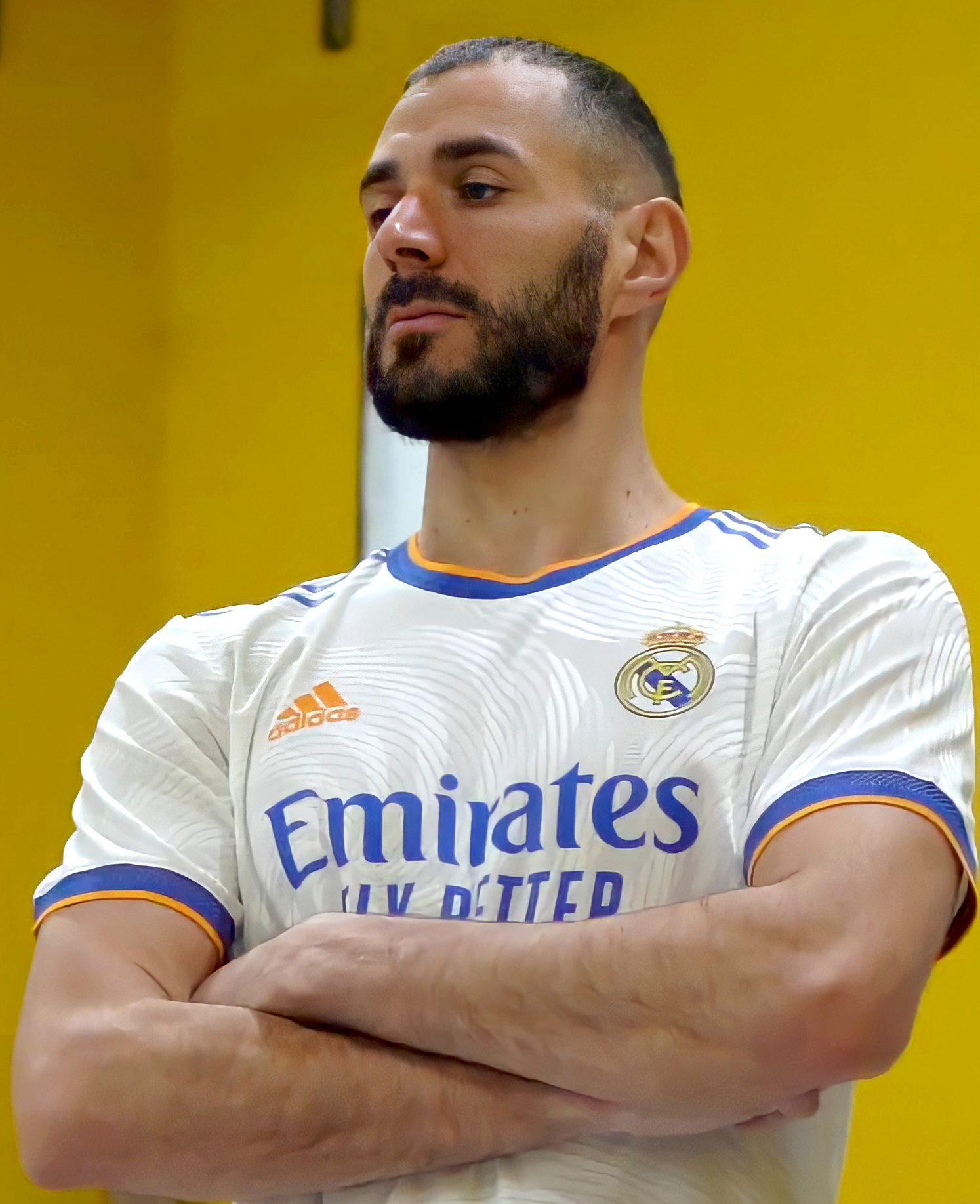
Karim Benzema (* 1987)

- Benzenberg, Johann Friedrich (1777–1846), deutscher Physiker
- Benzenhöfer, Udo (1957–2021), deutscher Medizinhistoriker, Arzt, Hochschullehrer und Sachbuchautor
- Benzenstadler, Heinz (* 1944), österreichischer Autor
- Benzer, Seymour (1921–2007), US-amerikanischer Physiker und Biologe
- Benzer, Sigfrid (1896–1971), schwedischer Fußballschiedsrichter
- Benzer, Silvia (* 1959), österreichische Politikerin (FPÖ), Landtagsabgeordnete

### Benzi
- Benzi, Andreas dei († 1437), römisch-katholischer Geistlicher
- Benzi, Camilo (* 1957), chilenischer Fußballspieler
- Benzi, Oreste (1925–2007), italienischer Geistlicher, Gründer der Gemeinschaft „Comunità Papa Giovanni XXIII.“
- Benzi, Roberto (* 1937), französisch-italienischer Dirigent
- Benzi, Ugo (1376–1439), Philosoph und Professor der Medizin in Pavia, Bologna, Florenz und Padua
- Benzia, Yassine (* 1994), französischer Fußballspieler
- Benzian, Habib (* 1963), deutscher Epidemiologe und Hochschullehrer
- Benziane, Sohane (1984–2002), französisches Mordopfer
- Benzie, Alan (* 1989), britischer Jazzmusiker (Piano, Komposition)
- Benzien, Jan (* 1982), deutscher Kanute
- Benzien, Mandy (* 1975), deutsche Slalom-Kanutin
- Benzien, Rudi (1936–2018), deutscher Schriftsteller
- Benzig, Gerhard (1903–1974), deutscher Maler und Grafiker
- Benziger, Alois (1864–1942), Schweizer Geistlicher, römisch-katholischer Bischof und Titularerzbischof in Indien
- Benziger, Carl (1877–1951), Schweizer Diplomat
- Benziger, Joseph Nicholas Adelrich (1837–1878), Schweizer Verleger und Schweizer Konsul in Cincinnati
- Benziger, Karl (1799–1873), Schweizer Verleger und Politiker
- Benzina, Nouhaïla (* 1998), marokkanische Fußballspielerin
- Benzine, Adam (* 1982), britischer Journalist und Filmemacher
- Benzine, Irbeh Sebti (* 1964), algerischer Radrennfahrer
- Benzing, Brigitta (1941–2023), deutsche Ethnologin und Afrikanistin
- Benzing, Enrico (* 1932), italienischer Ingenieur und Journalist
- Benzing, Johannes (1913–2001), deutscher Turkologe
- Benzing, Josef (1904–1981), deutscher Bibliothekar, Luther-Bibliograph und Erforscher des Buchdrucks
- Benzing, Mario (1896–1958), italienischer Schriftsteller und Übersetzer
- Benzing, Richard (1892–1947), deutscher Mediziner
- Benzing, Robin (* 1989), deutscher BasketballspielerRobin Benzing (* 1989)

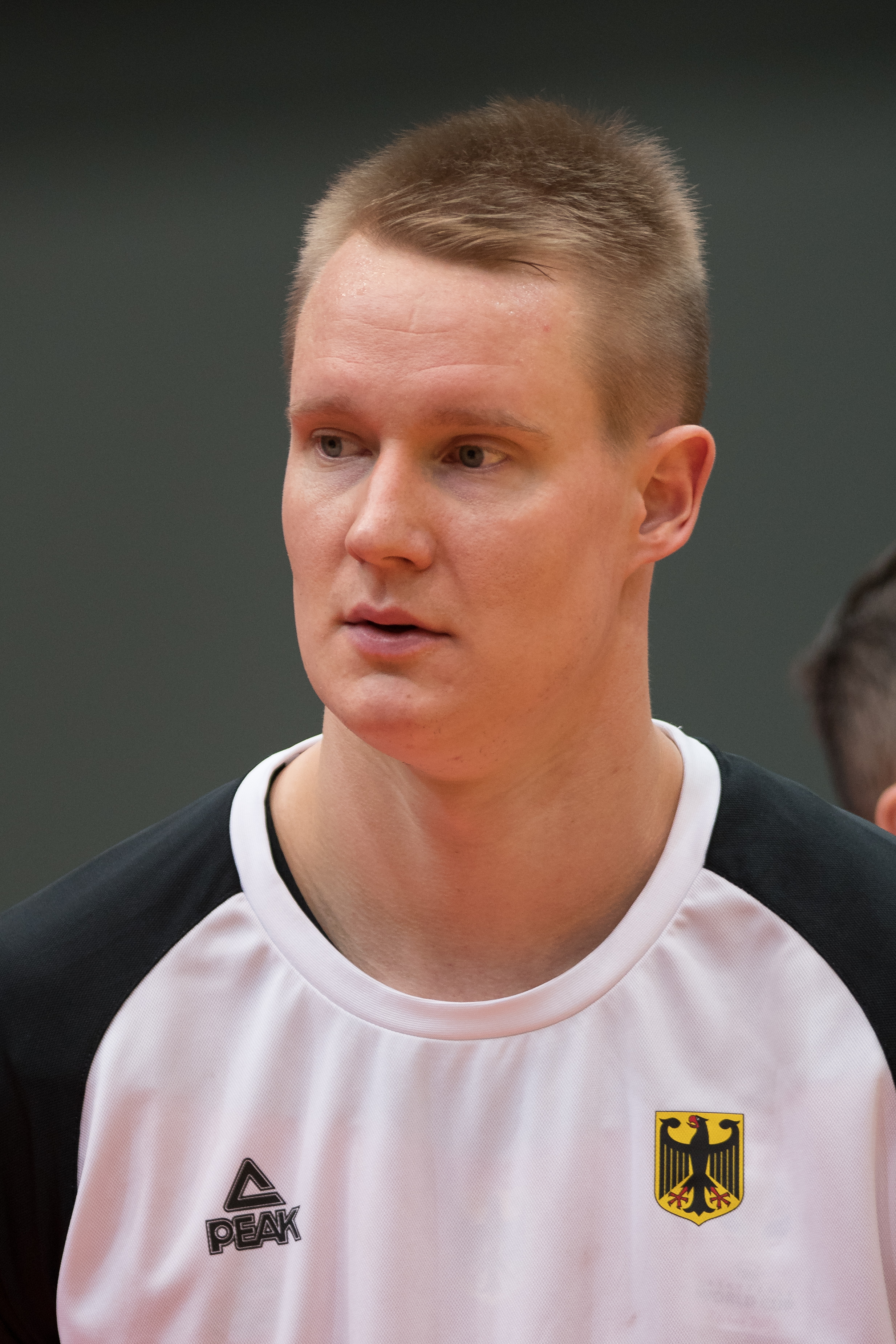
Robin Benzing (* 1989)

- Benzing, Thomas (* 1965), deutscher Mediziner
- Benzinger, Ernst (1867–1946), deutscher Schauspieler und Theaterregisseur
- Benzinger, Hugo (1900–1944), deutscher Schneider und Gemeinderat in Tübingen
- Benzinger, Immanuel (1865–1935), deutscher Evangelischer Theologe (Alttestamentler) und Orientalist
- Benzinger, Max (1877–1949), deutscher Theosoph und Anthroposoph
- Benzinger, Sylvia (* 1978), deutsche Weinkönigin
- Benzinger, Theodor (1905–1999), deutschamerikanischer Physiologe
- Benzinger-Wahlmann, Eleonore (1843–1900), österreichische Kinderdarstellerin und Theaterschauspielerin
- Benzino (* 1965), amerikanischer Rapper, Musikproduzent und Mitbesitzer der Hip-Hop-Magazins The SourceBenzino (* 1965)

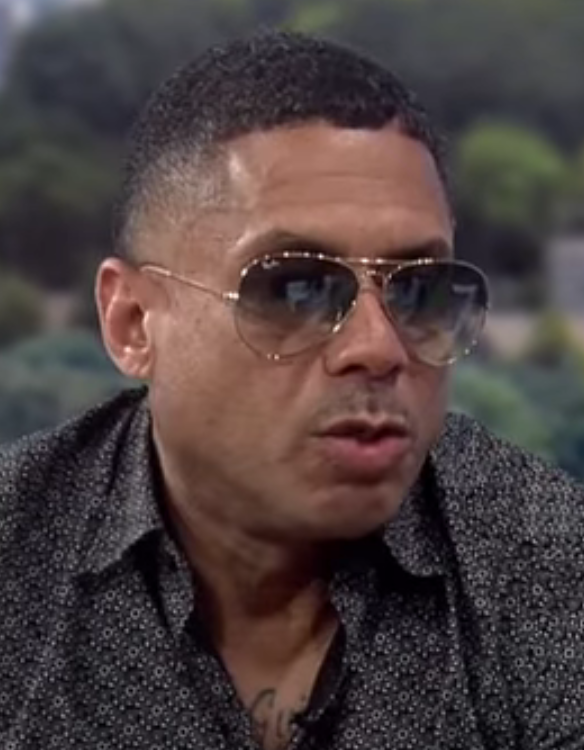
Benzino (* 1965)

- Benzino, Eugen von (1856–1915), bayerischer General der Infanterie
- Benzino, Joseph (1819–1893), deutscher Kaufmann, Kunstsammler und Politiker
- Benzino, Wolfgang (1921–2004), deutscher Marineoffizier, stellvertretender Befehlshaber des NATO-Kommandos BALTAP

### Benzl
- Benzler, Felix (1891–1977), deutscher Diplomat
- Benzler, Hans (1936–2017), deutscher Fußballspieler
- Benzler, Johann Lorenz (1747–1817), deutscher Bibliothekar und Schriftsteller
- Benzler, Willibrord (1853–1921), deutscher Bischof und Abt

### Benzm
- Benzmann, Hans (1869–1926), deutscher Lyriker
- Benzmüller, Christoph, deutscher Informatiker und Hochschullehrer

### Benzn
- Benzner, Knut (* 1955), deutscher Musikjournalist und Radiomoderator

### Benzo
- Benzo, Raúl (* 1967), uruguayischer Schriftsteller
- Benzon, Branko (1903–1970), kroatischer Diplomat und Kardiologe
- Benzon, Christian Albrecht von (1816–1849), dänischer Historienmaler
- Benzoni, Gino (* 1937), italienischer Mediävist
- Benzoni, Giovanni Maria (1809–1873), italienischer Bildhauer
- Benzoni, Girolamo, italienischer Reisender und Historiker in der Renaissance
- Benzoni, Juliette (1920–2016), französische SchriftstellerinJuliette Benzoni (1920–2016)

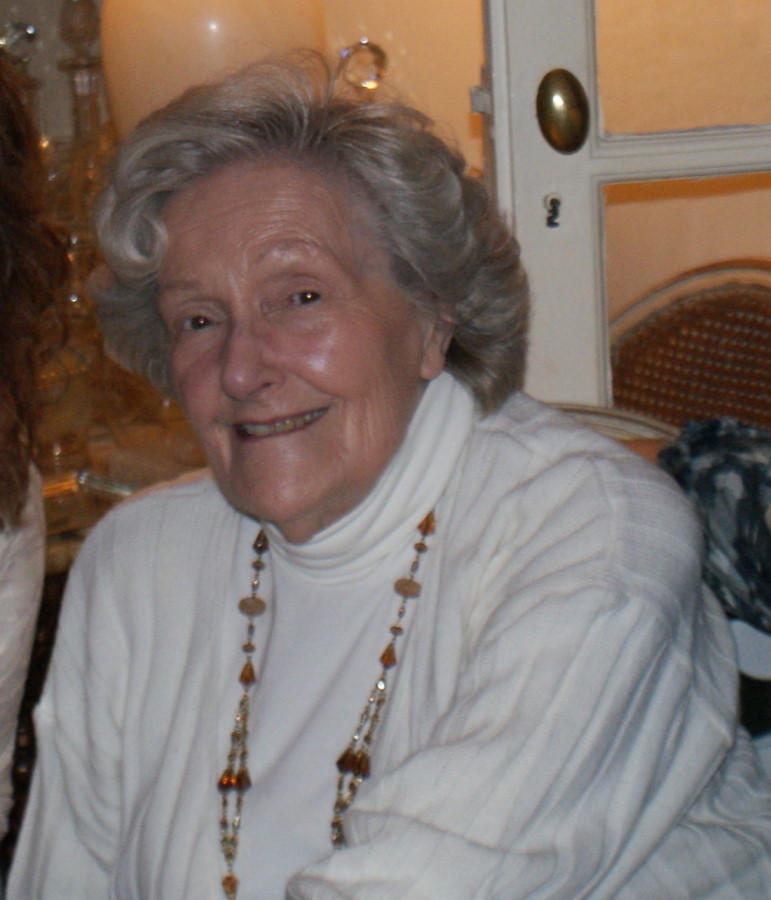
Juliette Benzoni (1920–2016)

- Benzoni, Martino, italienischer Bildhauer der Renaissance
- Benzouien, Sofian (* 1986), marokkanischer Fußballspieler
- Benzoukane, Chakib (* 1986), marokkanischer Fußballspieler

### Benzs
- Benzsay, Rebeka (* 2000), ungarische Beachhandballspielerin

### Benzw
- Benzwi, Adam (* 1965), US-amerikanischer Pianist

### Benzz
- Benzz, britischer Rapper